# Mini-manche (aéronautique)
Pour les articles homonymes, voir mini-manche.

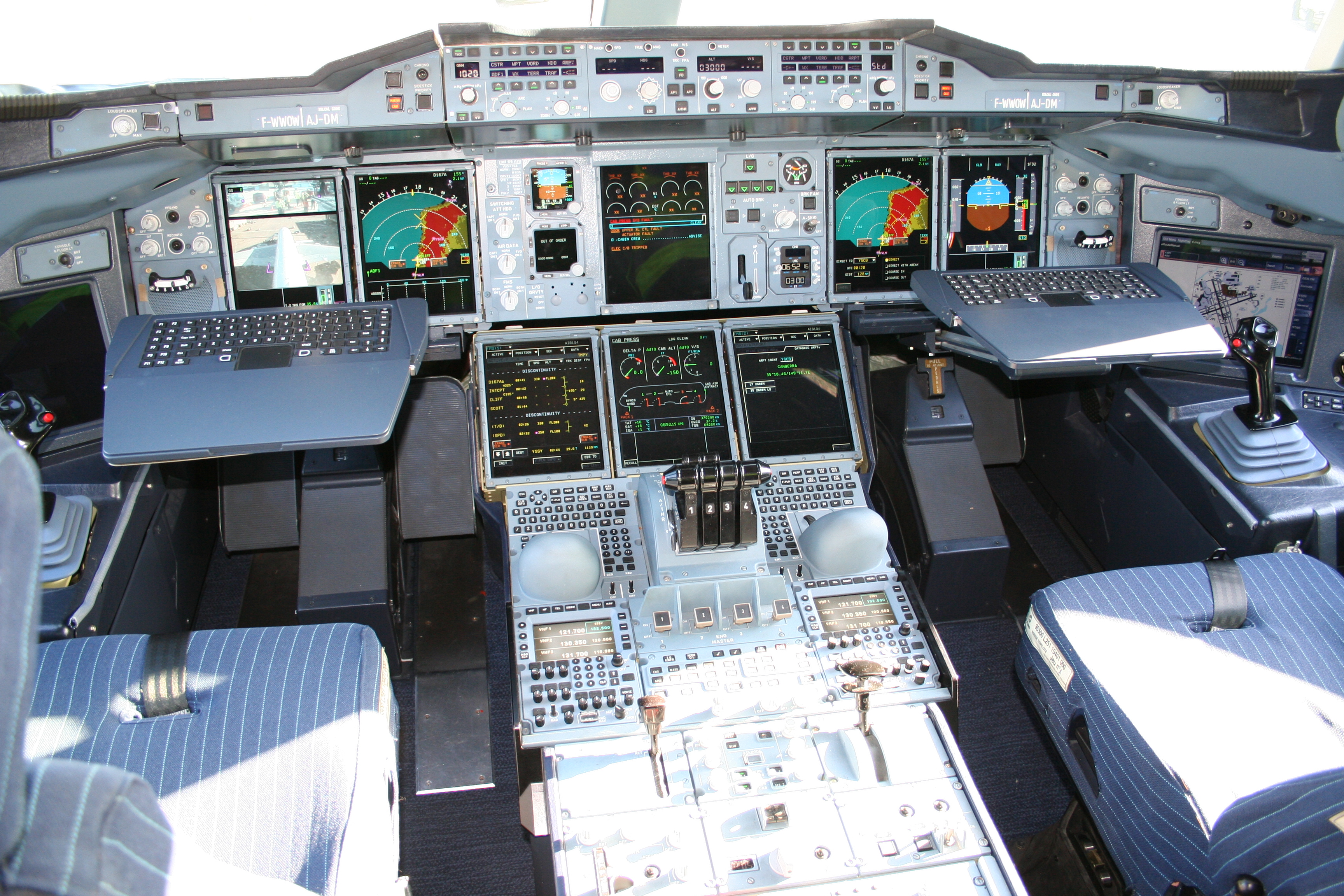
Vue du cockpit d'un A380 montrant le mini-manche

Le mini-manche, ou manche latéral, est un type de manche à balai situé sur le côté du pilote, qui peut équiper un avion équipé de commandes de vol électriques pour le pilotage sur les axes de roulis et tangage et de la forme d'une manette ou d'un joystick. En effet, contrairement aux avions à commandes de vol traditionnelles, la position des gouvernes n'est pas liée directement à la position du manche mais déterminée par des calculateurs, et il n'y a pas d'effort à transmettre. 

## Description
Dans un avion monoplace, le mini-manche est généralement situé à droite du pilote, la main gauche étant utilisée pour la manette des gaz. 
Dans un poste de pilotage à deux, le mini-manche est situé à l'extérieur (gauche pour le pilote, droite pour le copilote), les commandes des moteurs étant communes aux deux pilotes et situées au centre.
L'introduction du mini-manche sur les avions civils permet de dégager l'espace face au pilote, espace qui peut être utilisé pour une tablette de travail. Sur un avion militaire, cet espace peut permettre de placer un écran radar plus important.
La manipulation du mini-manche nécessite des efforts très réduits de la part du pilote. Il existe néanmoins généralement un effort de rappel vers la position manche centré, pouvant être réalisé au moyen de ressorts, ainsi qu'un système d'amortissement. Sur certains avions, le manche peut être motorisé et est capable de se déplacer sans manipulation par le pilote : on parle alors d'un manche "actif".

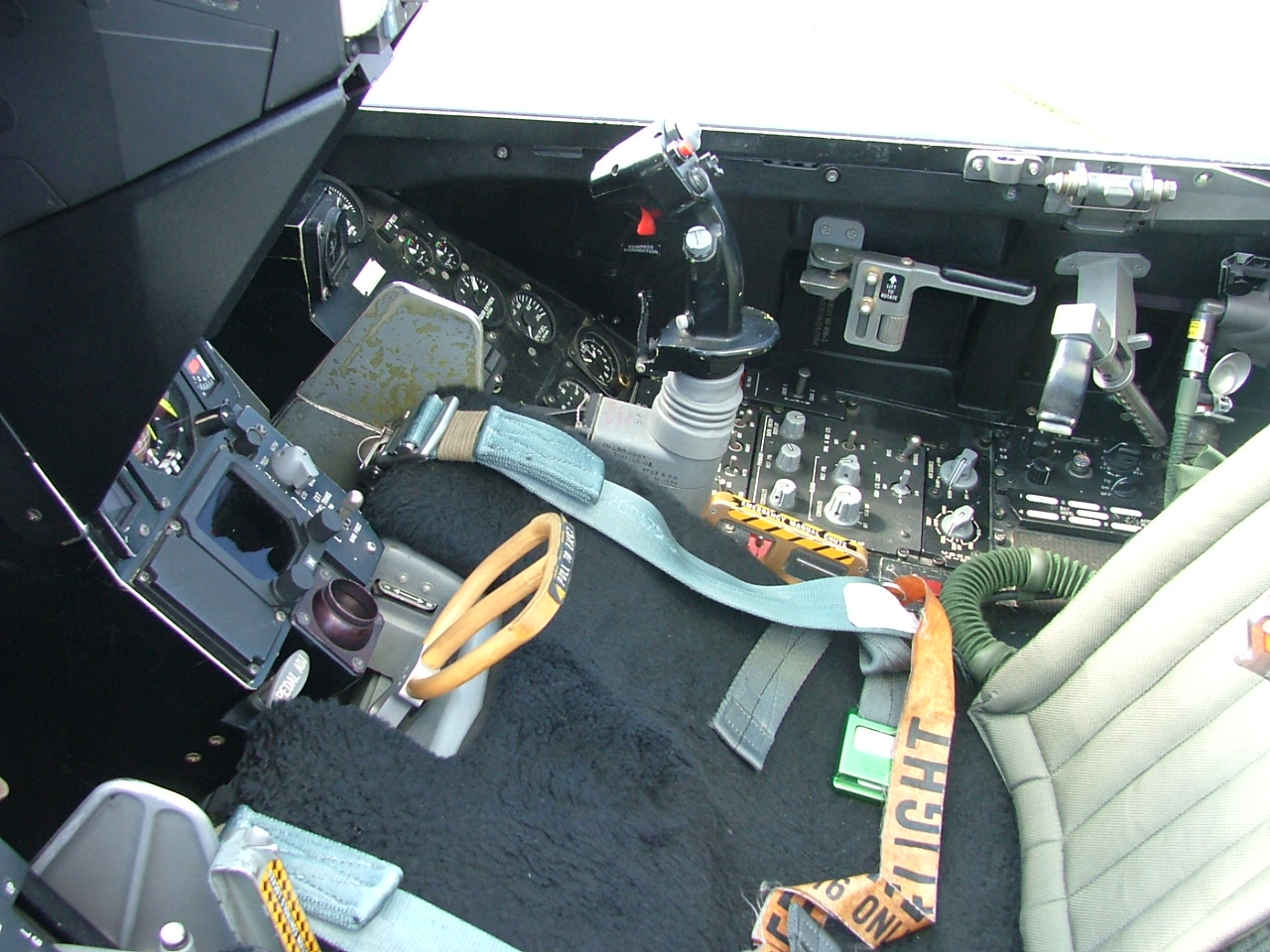
Cockpit du F16 avec mini-manche latéral

La position du manche est mesurée au moyen de capteurs internes. Sur le F-16, le manche est presque fixe (et l'était entièrement dans le YF-16) et la pression appliquée par le pilote est déterminée par des jauges de déformation.
Le mini-manche, comme le manche classique, peut être équipé de boutons commandant les fonctions les plus utiles : radio, déconnexion du pilote automatique, ou encore commande de tir sur avion militaire.

## Fonctionnement
Les ordres appliqués par le pilote sur le mini-manche sont mesurés par des capteurs internes, convertis en signaux électriques et transmis aux calculateurs de commandes de vol. 
À l'opposé d'un manche traditionnel dont la position commande directement le braquage des gouvernes aérodynamiques (notamment la profondeur et les ailerons), l'ordre du mini-manche est interprété par les calculateurs de commandes de vol comme une consigne sur la trajectoire de l'avion, qui s'exprime classiquement en facteur de charge (pour l'axe longitudinal) et en vitesse de roulis (pour l'axe latéral). Les calculateurs réalisent un asservissement de l'avion autour de cette consigne, et déterminent pour cela le braquage à appliquer à chacune des gouvernes aérodynamiques. Le gain entre l'ordre manche et l'ordre envoyé à la gouverne est variable selon le point de vol (vitesse, altitude, configuration), des fonctions de stabilisation et de protection du domaine de vol pouvant également intervenir. 
Sur un avion bi-pilote, dans la mesure où il n'y a pas de lien mécanique entre les deux mini-manches, il existe un risque que pilote et copilote appliquent simultanément un ordre, pouvant être différent. Différentes solutions peuvent être prévues pour limiter le risque associé :
- Une alarme audio ("Dual input"), une alarme lumineuse[5] ou une vibration du manche peuvent s'activer
- Un système de mini-manches actifs (c'est-à-dire motorisés) permet sur certains avions de reconstituer le couplage entre les deux manches. Cette solution a été retenue par Gulfstream sur les G500/G600[6].

Dans tous les cas, il revient aux calculateurs de commandes de vol de déterminer l'ordre résultant d'une entrée simultanée sur les deux manches. Par exemple, sur Airbus A320, lorsqu'un pilotage simultané est détecté les ordres des mini-manches pilote et copilote sont algébriquement sommés.
Par ailleurs, il existe généralement une possibilité pour chacun des pilotes de prendre la priorité en rendant inactif le manche de l'autre pilote, ceci par un bouton dédié pouvant être commun avec la déconnexion du pilote automatique.

## Historique
Les avions d'Airbus (depuis l'A320) ont été les premiers à être dotés d'un mini-manche latéral et permettant de dégager totalement l'espace situé entre le pilote et le tableau de bord. À l'inverse, aucun des avions Boeing n'est à ce jour équipé de mini-manche.
Le mini-manche a été retenu sur plusieurs avions d'affaires : c'est notamment le cas des Dassault Falcon 7X, 8X et 6X, des Gulfstream G500 et G600, des Bombardier Global 7500 et Global 8000. 
Le mini-manche équipe également des avions militaires tels que les General Dynamics F-16 Fighting Falcon, Mitsubishi F-2, Dassault Rafale et Lockheed Martin F-22 Raptor. 